# Dag Strömbäck
Dag Alvar Strömbäck, född 13 augusti 1900 i Järbo församling, Gävleborgs län, död 1 december 1978 i Uppsala, var en svensk folklorist, religionshistoriker och filolog. Han var bror till Helge Strömbäck.

## Biografi
Strömbäck avlade studentexamen vid Högre latinläroverket å Norrmalm 1919. Han började därefter studera vid Uppsala universitet där han avlade filosofie kandidatexamen 1921 och disputerade för doktorsgrad 1935. Han blev docent i nordiska språk vid universitetet 1941. Han var även docent i isländsk filologi vid Lunds universitet från 1935 och gästprofessor i nordiska språk vid University of Chicago 1937–1938 och ordinarie professor där 1938–1939.
Strömbäck var chef för Landsmåls- och folkminnesarkivet i Uppsala 1940–1967, professor i nordisk och jämförande folklivsforskning vid Uppsala universitet 1948–1967. Åren 1957–1966 var han preses i Gustav Adolfsakademien och 1965–1973 i Vitterhetsakademien.
Strömbäck analyserade texter ur den medeltida isländska litteraturen med en kombination av filologisk och folkloristisk metod. Han är begravd på Uppsala gamla kyrkogård.

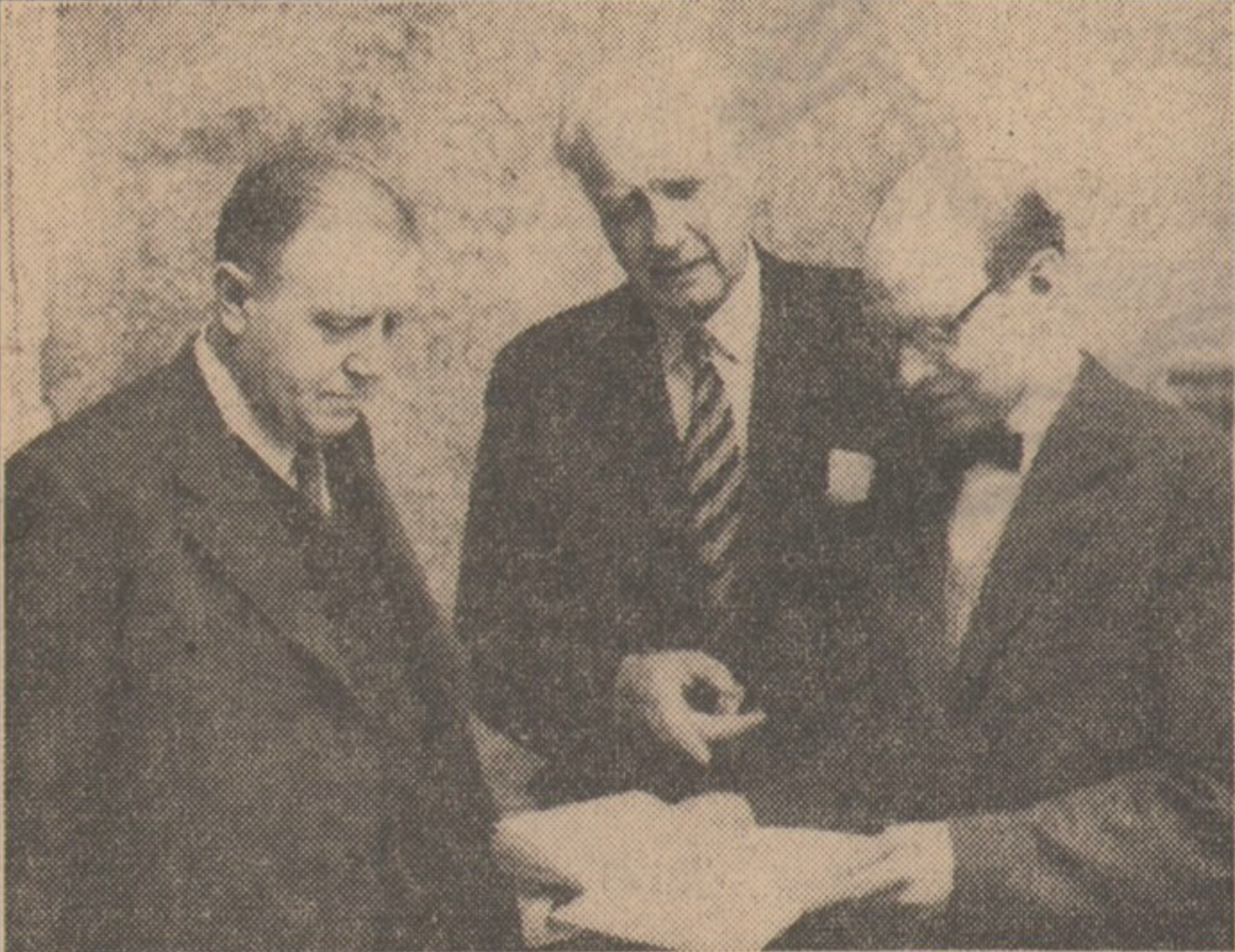
Folke Hedblom, Dag Strömbäck och Stig Björklund studerar det ombrutna korrekturet på Dalmålsordbokens första ark.